# Polygonum tinctorum
Polygonum tinctorium es el índigo chino, una especie fanerógama de la familia Polygonaceae hallada desde el este de Europa al este de Asia, y cuyas hojas fueron la fuente del tinte azul colorante índigo. Puede prosperar en suelo arenoso, franco y aún arcilloso pesado, y es pH tolerante, creciendo bien tanto en suelos ácidos como alcalinos.  
Se conoce su uso en el Periodo occidental de la Dinastía Zhou  (ca. 771 1045), siendo el más importante colorante azul de Asia hasta el arribo de Indigofera desde el sur. 

## Taxonomía
Polygonum tinctorium fue descrita por William Aiton y publicado en Hortus Kewensis; or, a catalogue . . . 2: 31. 1789.
Etimología
Ver: Polygonum
tinctorum: epíteto latíno que significa "usada para el tinte"
Sinonimia
- Ampelygonum tinctorium (Aiton) Steud.
- Persicaria tinctoria (Aiton) Spach
- Pogalis tinctoria (Aiton) Raf.[2]

## Galería de fotos

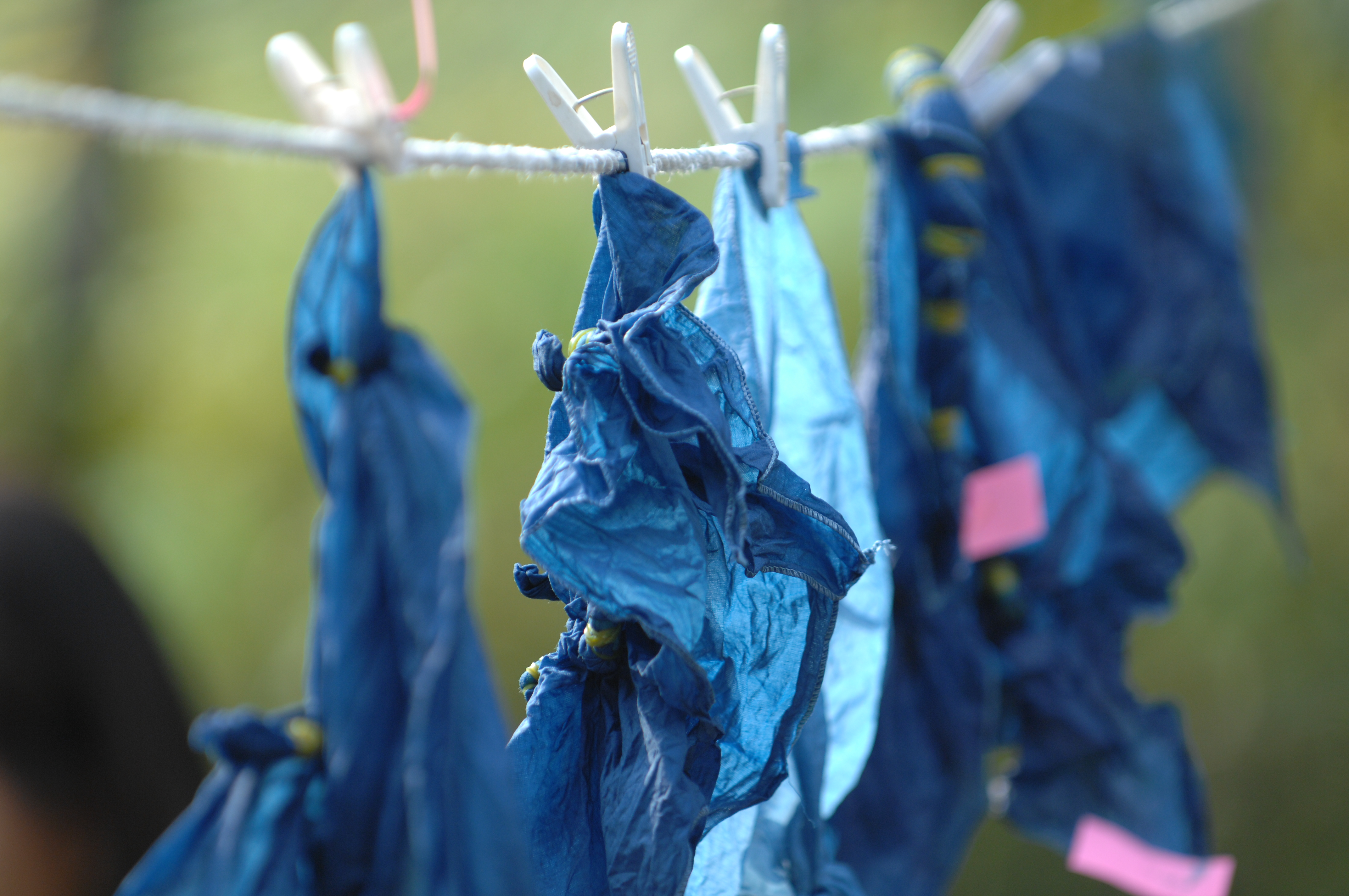
Teñido tradicional coreano